# Isola di Giannina
L'isola di Giannina (in greco Νήσος Ιωαννίνων?) è situata nel lago Pamvotida,  nella periferia dell'Epiro, in Grecia. Fa parte del comune di Giannina.
Fino al 2001, anno in cui entrò in vigore la riforma amministrativa detta Programma Callicrate, era una comunità autonoma, secondo i dati del censimento 2001 gli abitanti erano 347.

## Storia
L'isola fu sede del monastero di Agios Pantelaemon fino al 17 gennaio 1882. Nel monastero, Ali Pascià fu ucciso dai sicari inviati dal sultano ottomano.
I riferimenti storici per l'isola risalgono a partire dal XIII secolo, quando furono fondati i primi monasteri ortodossi. Il primo monastero sull'isola era il Monastero di San Nicola Filancropinon fondato nel XIII secolo e la chiesa fu costruita nel 1292, come indicato in un'iscrizione all'ingresso del tempio. Nello stesso periodo è il Monastero di San Nicola Ntj'ljoy (o Stratigopoulos) fondata dalla famiglia bizantina Stratigopoulos. Nel XVI secolo, la comunità monastica sull'isola prosperò come risulta dall'istituzione di due altri monasteri. Il Monastero di San Metodio Nicola che più tardi divenne Santo Misericordioso e il Monastero di San Giovanni Battista, mentre il secolo successivo, furono fondati altri tre monasteri: il monastero di San Panteleimon, il Monastero della Trasfigurazione e il monastero del Profeta Elia costruito in cima dell'isola.
L'insediamento è stato creato nel XVII secolo e nel dato tradizionale non confermato oggi, i primi abitanti provenivano da Mani.  Al tempo di Alì Pascià, l'isola è diminuita d'importanza a causa della tassazione elevata imposta. Nel 1820, Alì entrò in conflitto con il sultano Mahmud II. Gli fu mandato contro Mehmet Pasha Hursit che assediò Giannina. Alì pose sull'isola, migliaia di soldati della guardia albanese in modo da poter bombardare Hursit e l'isola soffrì gravi danni. Nel gennaio del 1822, Alì fu sconfitto, e fuggì nel monastero di San Panteleimon, dove però fu ucciso. Durante questo periodo i monasteri furono praticamente abbandonati.